# Aszan
Aszan város Dél-Koreában, a Dél-Cshungcshong tartományban, Szöultól délre. Miskolc testvérvárosa.
Aszan nem tévesztendő össze a Dél-Korea Kjonggi tartományában fekvő Anszan várossal, a Guam szigetén található Aszammal, valamint Katmandu Aszan nevű városrészével.

## A városról
Aszan múltját a három koreai királyság korszakáig vezetik vissza, és a történelem folyamán a függősége többször is változott. 1914. március 1-jén újraalapították az Aszan-körzetet, majd környező falvakat csatoltak hozzá, és 1983-ban lett községből várossá. 1986. január 1-jén Onjang nevű településrészből önálló várost csináltak. 1995. január 1-jén azonban – miután a két település már teljesen összeépült – Onjangot és Aszant egyesítették. A város területe 542,25 négyzetkilométer, lakosainak száma 2015-ben 319 929 fő volt.
Aszan ismert meleg vizű forrásairól és gyógyfürdőiről, melyeket már a régi királyok, Pekcse és Silla uralkodói is használtak. Szedzsong király például 1433 januárjában utazott az Onjang-forráshoz szembetegsége gyógyítására. A Dogo nevű forrás egyike a legjobb meleg vizű kénes forrásoknak, az Aszan nevű forrás pedig Korea legnagyobb meleg forrása. A források köré a komoly idegenforgalom érdekében számos gyógyszállót építettek. Ezen kívül a Sindzson- és az Aszan-tó is komoly idegenforgalmat vonz. Híres a botanikus kertje és az élő skanzenje, valamint a Hjondzsung szentély. A városban évente több kulturális fesztivált rendeznek, amelyeket szintén sokan látogatnak. Rendeznek például szénafesztivált és népmesei fesztivált, de hasonló módon emlékeznek meg a hős I Szunsin admirálisról is.
A város fontos jelképei a ginkgo fa, a magnólia és a galamb, amelyek mind a város és lakóinak érzéseit, jellemét szimbolizálják.

## Közlekedés
Aszannak közös állomása van a szomszédos Cshonan várossal, ahova a KTX nagysebességű vonatok futnak be. A Szöul és Aszan közötti távolságot a szerelvények körülbelül 30 perc alatt teszik meg. A szöuli metró első vonalát 2007-ben meghosszabbították Aszanig. Az Aszan, a Pebang és a Sincshang állomások vasúti és metrószerelvényeket is fogadnak. Az incshoni nemzetközi repülőtér az aszani buszpályaudvarról indulva két óra alatt elérhető. Aszan megközelíthető a Szöul–Puszan és a nyugati parti autópályán is.

## Ipar és kereskedelem
A városban jelentős cégeknek vannak üzemeik (például a Hyundai Motor Company, a Samsung LCD és a Samsung Electronics), összesen tizennégy gyár található Aszanban. Az iparnak köszönhetően Korea egyik legdinamikusabban fejlődő városa. Kikötője, Phjongthek, a legközelebb van Kína keleti partjaihoz. A gyorsan fejlődő ipar miatt felépítették Új-Aszant, Korea legnagyobb új városát.

## Oktatás
Aszanban öt egyetem található:
- Aszan Informatikai és Technológiai Főiskola
- Szonam Egyetem
- Szuncshonhjang Egyetem
- Szonmun Egyetem
- Hoszo Egyetem

## Testvérvárosok
- Lansing,  USA (2006)
- Tyler,  USA (2007)
- Muwanja,  Tanzánia (2007)
- Miskolc,  Magyarország (2011)

## Híres emberek
A város leghíresebb embere Jun Boszon, aki 1960 és 1962 között Dél-Korea negyedik elnöke volt. Egy ideig Aszanban élt I Szunsin admirális, aki a 16. században győzelmet aratott a japán flotta fölött. Teknőchajójának kicsinyített mása megtekinthető a város külső részén.

## Képek

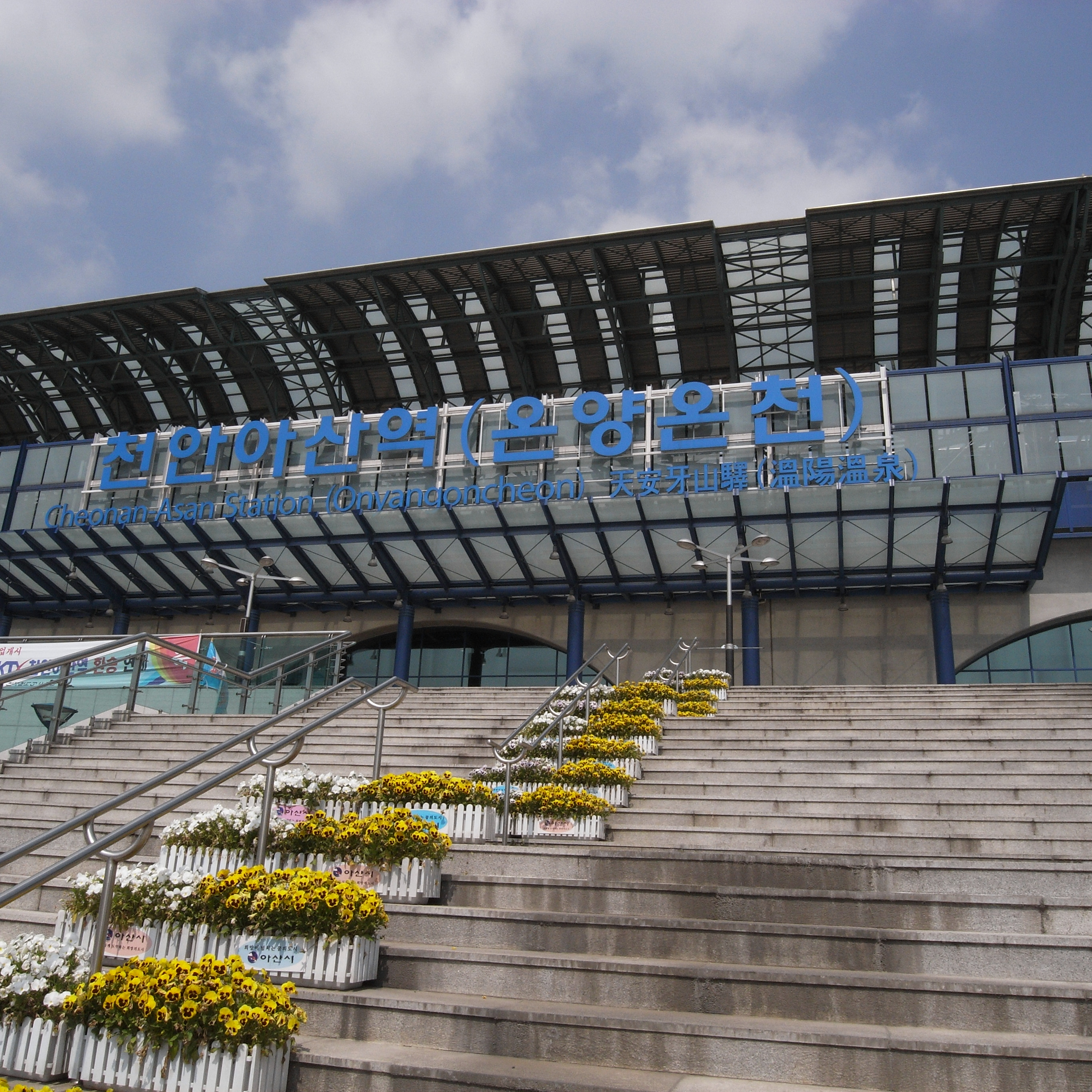
A Cshonan–Aszan állomás
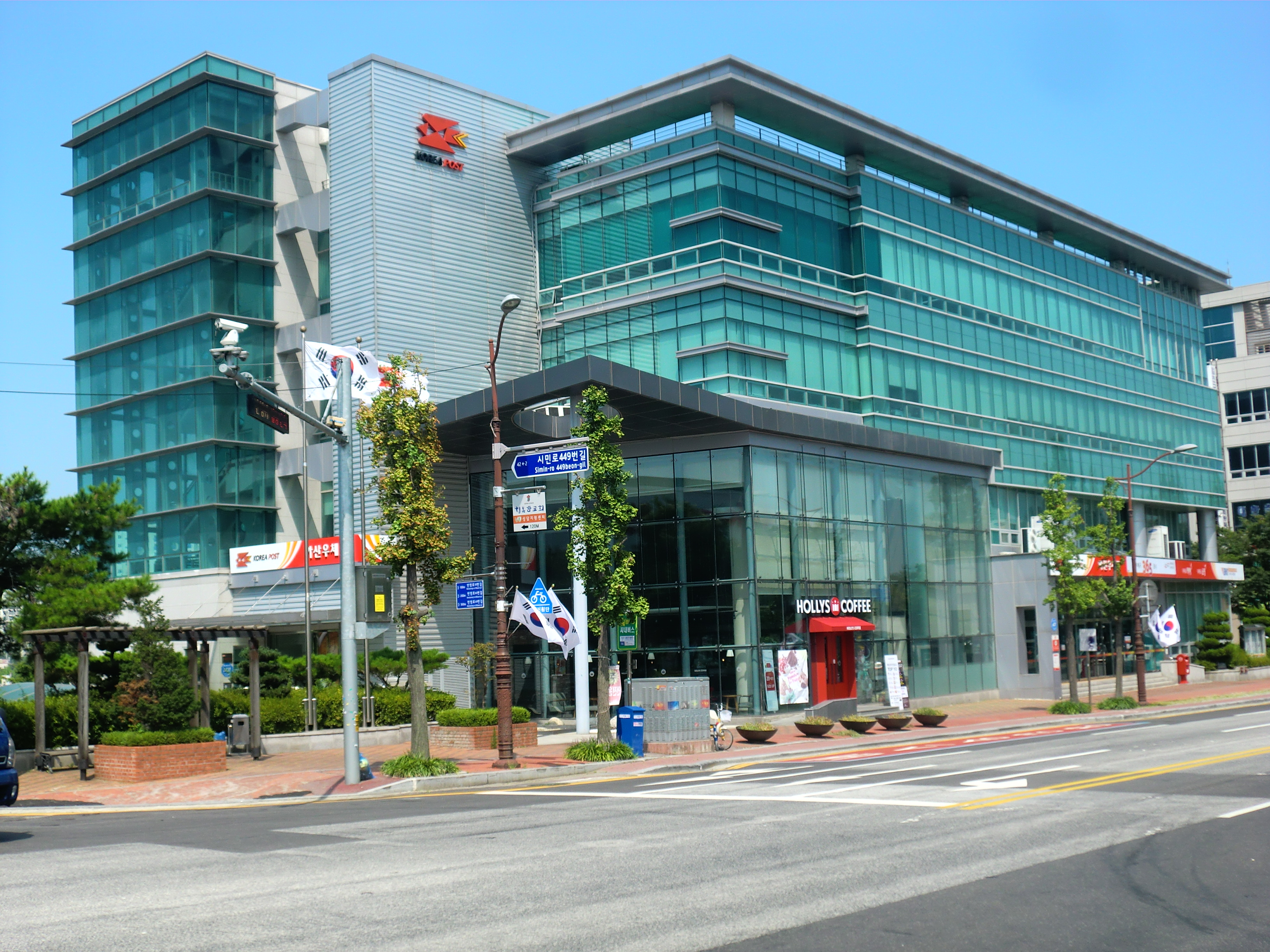
A főposta
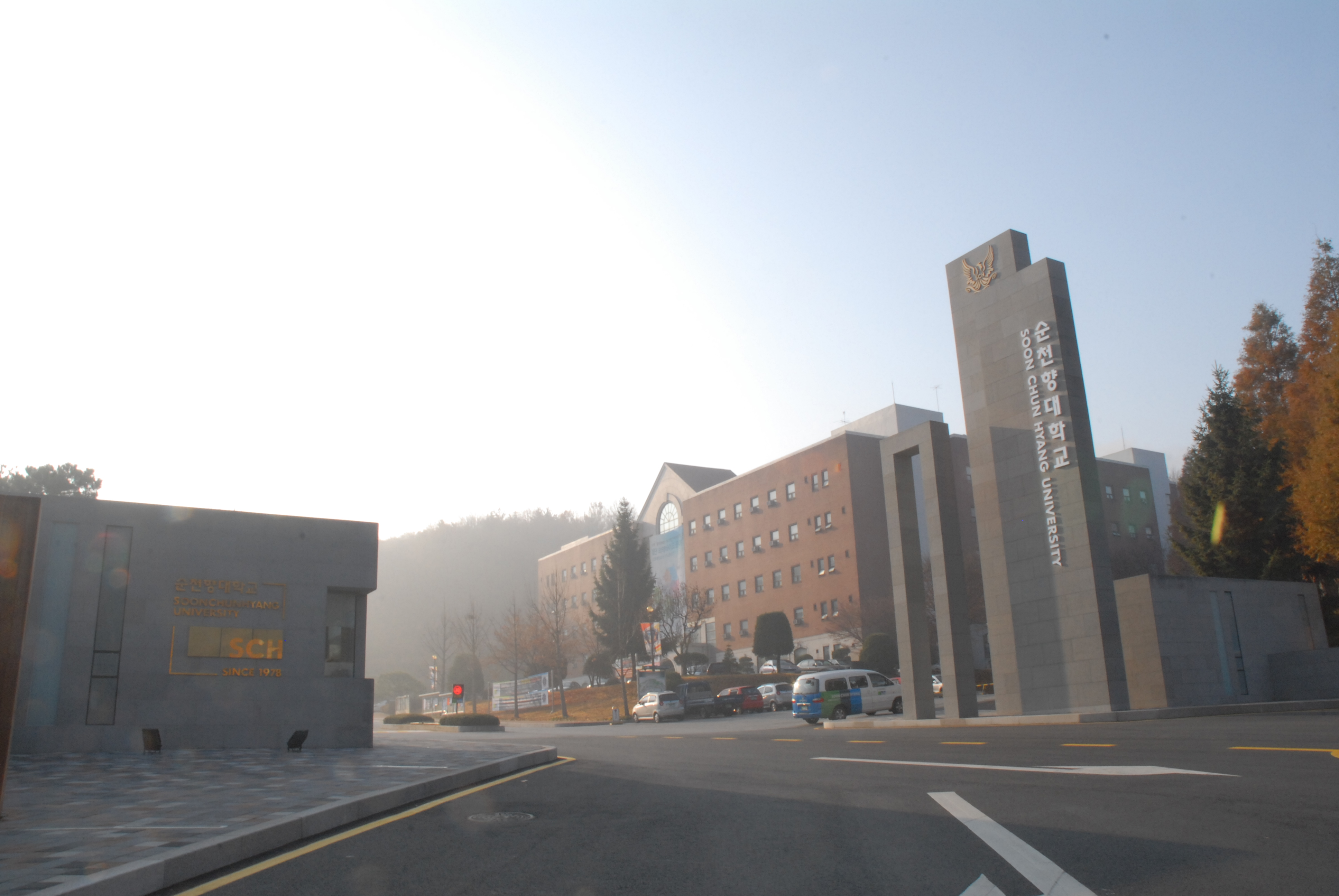
A Szuncsunhjang Egyetem
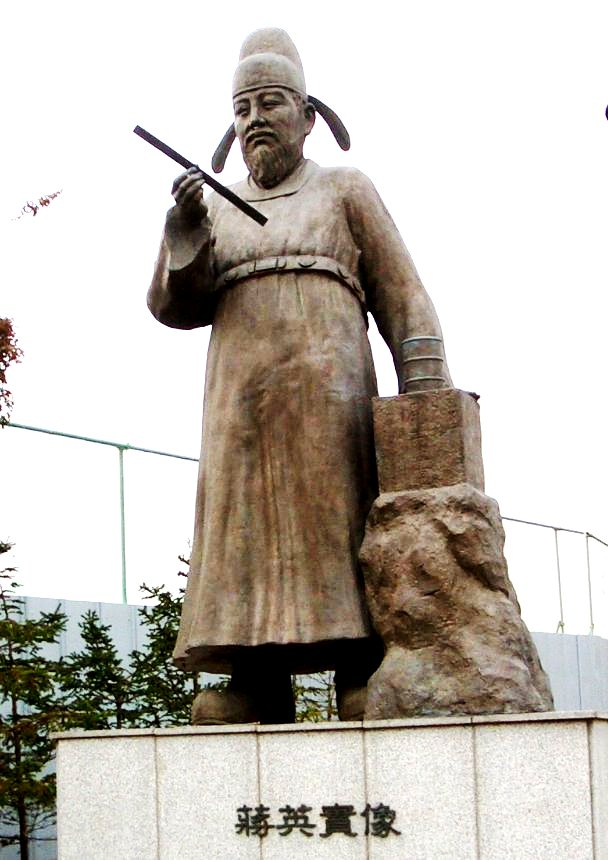
Csang Jongszil feltaláló szobra
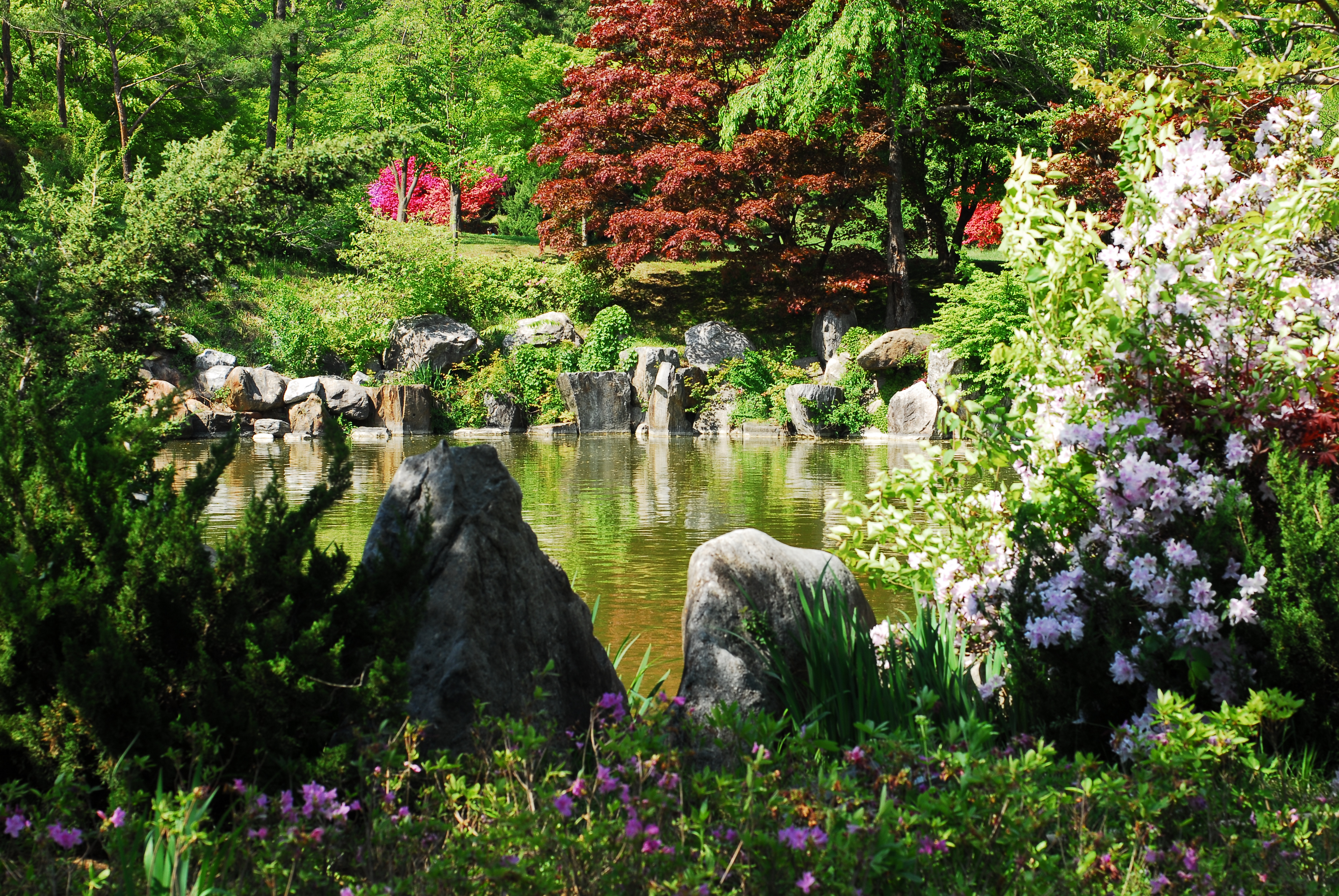
Parkrészlet Aszanban

## Fordítás
- Ez a szócikk részben vagy egészben  az   Asan című angol Wikipédia-szócikk ezen változatának fordításán alapul.  Az eredeti cikk szerkesztőit annak laptörténete sorolja fel. Ez a jelzés csupán a megfogalmazás eredetét és a szerzői jogokat jelzi, nem szolgál a cikkben szereplő információk forrásmegjelöléseként.